# Протестантизм в Латвии

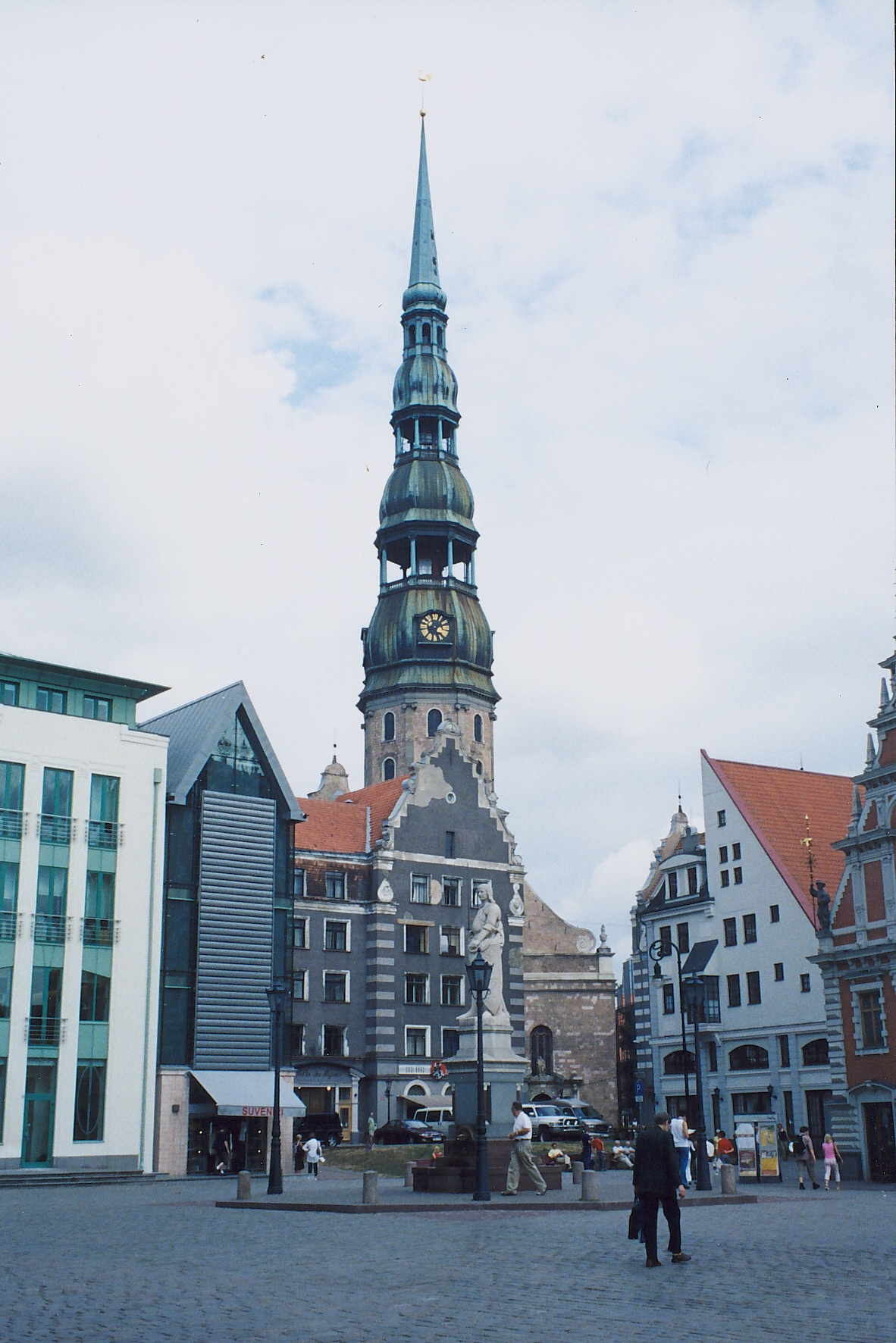
Церковь Святого Петра — один из символов Риги

Протестантизм в Латвии — одно из направлений христианства в стране. По данным исследовательского центра Pew Research Center в 2010 году в Латвии проживало 450 тыс. протестантов, которые составляли 20,1 % населения этой страны. Согласно тому же источнику, протестантизм является крупнейшим направлением христианства в стране. В докладе Министерства юстиции Латвии численность протестантов оценивается в 739 тыс. человек (2012 год).
В 2012 году в Латвии действовала 621 протестантская община.
Большинство протестантов этой страны по национальности являются латышами. В стране действуют также русскоязычные протестантские общины, которые посещаются русскими, украинцами, белорусами. Протестантами являются также большинство живущих в стране немцев и эстонцев.
Протестантизм оказал существенное влияние на историю и культуру Латвии; с лютеранством связывают появление первых письменных памятников на латышском языке.

## Исторический обзор

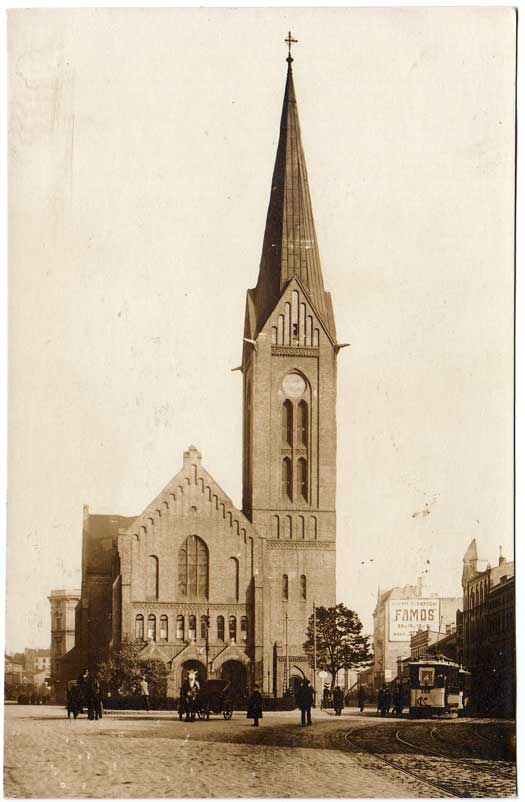
Новая церковь Гертруды, фото нач. XX века

Первыми христианскими миссионерами в Прибалтики были греки, датчане и славяне, проповедовавшие здесь уже в X и XI веках. Считается, что первая христианская церковь на территории современной Латвии была построена в 1071 году. В XII веке в Латвии служат немецкие священники.

### Утверждение протестантизма
Протестантская реформация была начата в Латвии в 1521 году немецким священником Андреасом Кнопкеном, пастором рижской церкви Святого Петра. Проповеди Кнопкена и защита им лютеранского вероучения вскоре снискали большое число последователей в Ливонии; в 1539 году её крупнейшие города Рига, Дерпт и Ревель вошли в состав протестантских городов, приобретя поддержку императора Священной Римской империи.
Протестантская вера утверждалась в ходе столкновений с католическими иерархами Ливонии, однако смогла утвердиться, следствием чего явилось  решение ландтага в Вольмаре от 17 января 1554 г., давшее протестантам право свободно исповедовать свою веру и законным образом избирать себе пасторов. В то время, как католические епископы заботились преимущественно о сохранении земельных владений, религиозную проповедь и паству перенимали протестанты. 
В 1555 году представитель Магистра Ливонского ордена подписал Аугсбургское соглашение. С тех пор лютеранская церковь стала наиболее влиятельной церковью Латвии. 
После раздела Ливонии в 1561 г. и смерти Рижского архиепископа Вильгельма Бранденбурга к 1563 г. в Ливонии не осталось католических епископов. Немецкая знать перешла в протестантизм, а коренное население было привержено прежней вере, положения которой переплетались с широко распространенными языческими обрядами. 

### Создание церковной системы в Курляндии
В 1561 году лютеранство принял последний ландмейстер Ливонского ордена, ставший герцогом Курляндии и Семигалии, — Готхард фон Кетлер.  Понимая, что  протестантские общины не имели законного статуса и устава, что порождало беспорядок и злоупотребления, он распорядился провести визитации всех  общин, в ходе которых пасторам надлежало подтвердить способность служить. В качестве первого лютеранского суперинтендента  в Курляндию пригласили пастора Ш. Бюлова из Саксонии. Проехав по стране, Бюлов признал ситуацию плачевной и в 1566 г. покинул Курляндию. 
Однако Кетлер в 1567 г. добился решения ландтага о выделении средств на строительство храмов и организацию церковных школ. Визитации он поручил своему секретарю Саломону Хеннингу, а затем из Вестфалии на должность суперинтендента был приглашён А. Эйнгорн — талантливый проповедник и  администратор. Общими усилиями они развернули  беспрецедентное строительство новых церквей, первоначально деревянных, и реставрацию сохранившихся католических. 
Таким образом, к концу XVI в. в Курляндии действовало до 100 церквей (из них 70 новых), а количество пасторов выросло с 25 в 1565 г. до более чем 120 в 1600 г. Духовное образование имели лишь приезжавшие из Германии священники (выпускники Виттенбергского, Ростокского и Кёнигсбергского университетов). Курляндские кандидаты на духовное звание обучались у опытных пасторов по основам вероучения и практике служения.  
На основе проектов, разработанных Эйнгорном, Хеннингом и канцлером Курляндии М. фон Брунновым, Кетлер принял в 1570 г. церковные уставы, одобренные ландтагом в 1572 г. и действовавшие в Курляндии до XIX в. В их основу легли описание порядка богослужений и обрядов из рижского церковного устава, порядок экзаменации и описание обязанностей священнослужителей из мекленбургского устава, некоторые части курляндских уставов пересказывали церковно-практические труды Лютера и Меланхтона. Своеобразие уставов обусловили практические замечания и рекомендации касательно церковной ситуации в Курляндии. Изысканный барочный стиль с обилием красивых фраз, повторов и побочных тем сделал курляндские уставы одним из самых пространных протестантских церковно-канонических документов XVI в.

### Протестантские общины
Попытка контрреформации, предпринятая Стефаном Баторием в начале 1580-х годов не увенчалась успехом; в Риге сопротивление католичеству вылилось в т. н. календарные беспорядки.
В XVI веке в Латвии также возникают кальвинистские общины. В 1733 году в Риге была построена реформатская церковь.
В дальнейшем, распространению протестантизма способствовал перевод Библии на латышский язык в XVII веке. Большую работу по переводу проделал поселившийся в Латвии пастор лютеранской церкви Эрнст Глюк.
В 1729 году в Видземе проповедь начинают гернгутеры. Их служение, продолжавшееся целое столетие, оказало значительное влияние на духовную, культурную и социальную жизнь латышского народа.

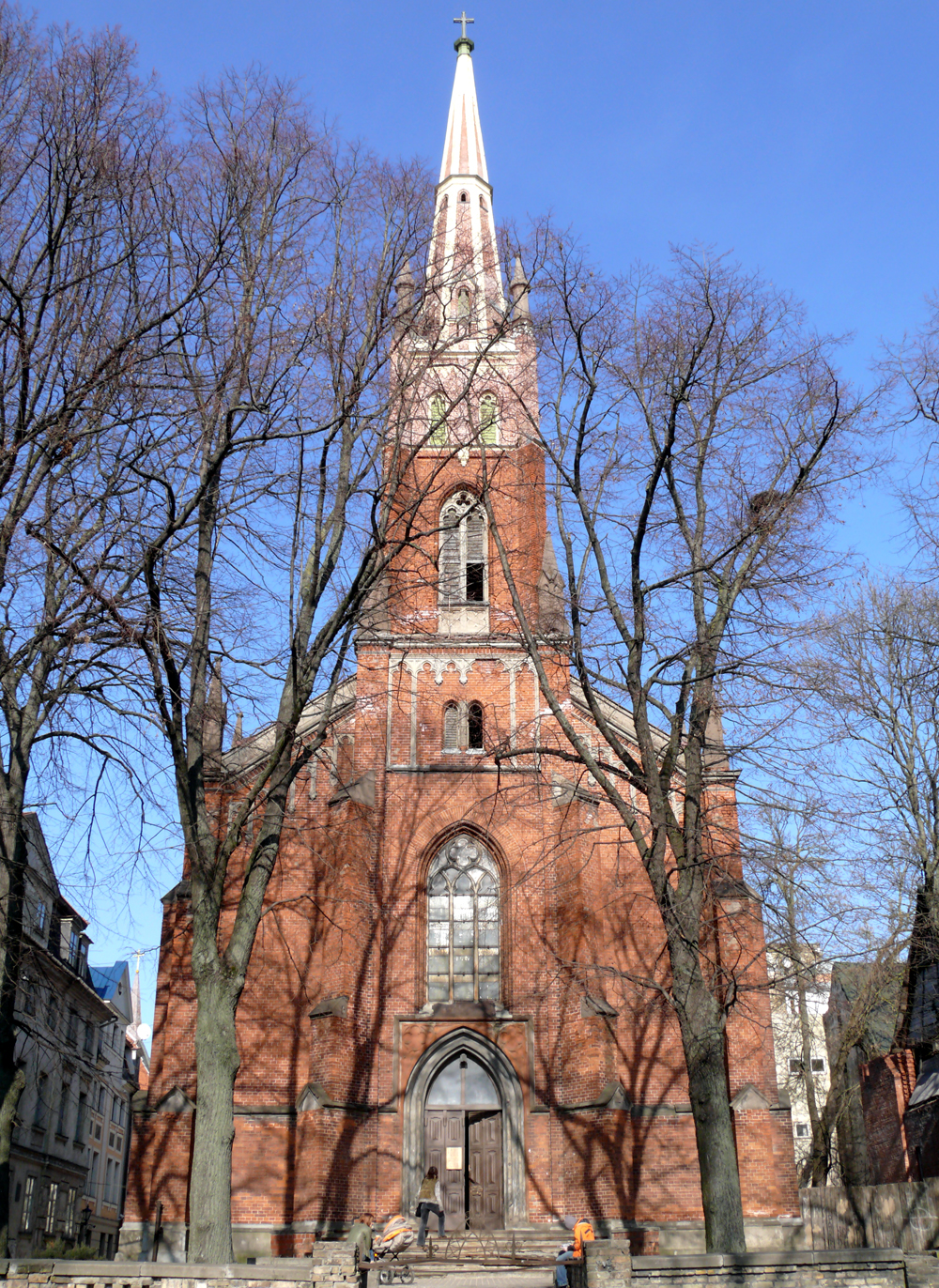
Англиканский храм, построенный в 1853-59 гг.

В 1830 году в Риге официально формируется англиканская община. В 1853-59 годах община строит храм Святого Искупителя, действующий до сих пор.
В 1861 году в Латвии состоялось первое водное крещение по баптистскому обряду. В 1875 году в стране был образован Союз латышских баптистов. В первой половине XX века латышские баптисты занимались миссионерской деятельностью в Сибири, Бразилии, Индии, Китае и Боливии.
В середине 1890-х годов в Латвии начали проповедь Герхард Перк и некоторые другие адвентисты. В мае 1896 года Людвиг Конради организовал адвентистскую церковь в Риге. К 1912 году в стране было уже 300 адвентистов; к 1934 — 2 тыс.
В 1921 году в Латвии начинают деятельность методисты.
В 1923 году в Латвии начали служение два офицера шведского подразделения Армии Спасения. Деятельность этой организации была запрещена в 1939 году и восстановлена в 1990.
В 1926 году из США в Латвию возвращается латыш Янис Гревиньш, принявший в Америке пятидесятничество. В 1927 году Гревиньш организовывает Латышско-американское миссионерское общество, которое было закрыто властями в 1930 году.

## Современное состояние

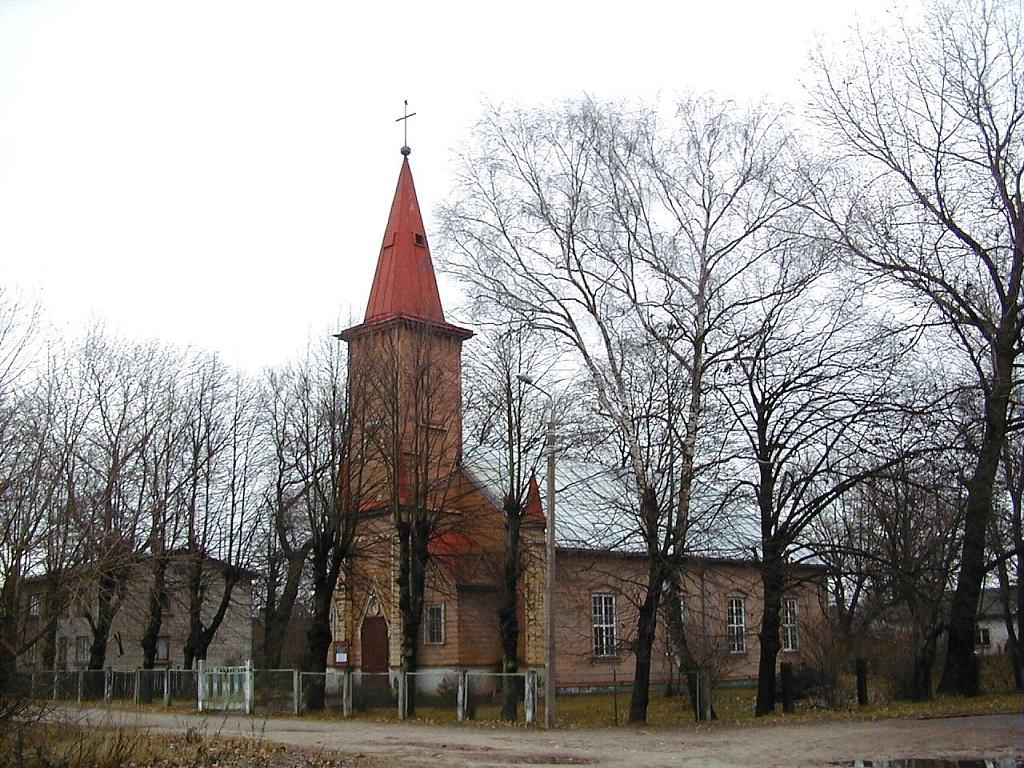
Лютеранская церковь в Риге

Крупнейшей протестантской церковью страны является Евангелическо-лютеранская церковь Латвии. Согласно докладу Министерства юстиции Латвии, прихожанами церкви в 2012 году являлись 715 тыс. человек. По собственным данным, членами церкви считаются 250 тыс. латвийцев (2011 год). Церковь входит во Всемирную лютеранскую федерацию и поддерживает тесные связи с Миссурийским синодом. Богослужения в общинах проводятся на латышском языке, в Риге имеются русскоязычные приход святого Луки и приход Богоявления (проводит богослужения в англиканском храме). Отношения с государством регулируются специальным законом, принятым сеймом Латвии в 2008 году. В стране также действуют малочисленные Конфессионально-лютеранская церковь аугсбургского исповедания (ок. 600 прихожан) и община немецких лютеран (315 человек).

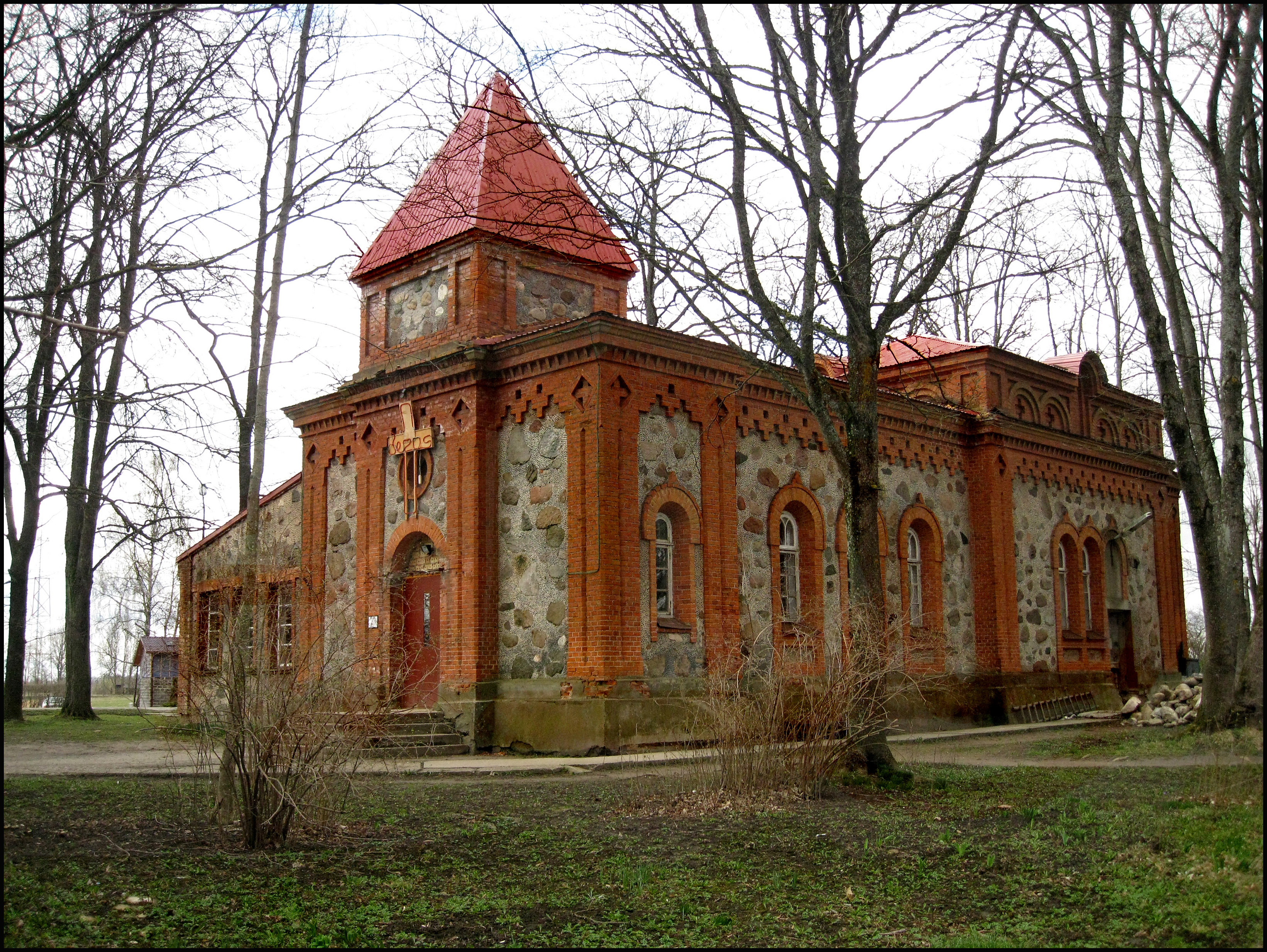
Пятидесятнический храм в Валдемарпилсе

Пятидесятники (9,7 тыс.) и неопятидесятники (6,7 тыс.) объединены в несколько союзов. Объединение латвийских пятидесятнических церквей (епископ — Я. Озолинкевич) состоит преимущественно из латышских общин и насчитывает 3,2 тыс. прихожан в 52 приходах. Латвийский центр пятидесятнических церквей (епископ — Н. Гриб) включает в себя русскоязычные общины и насчитывает 3,2 тыс. верующих и 39 общин. В стране также действует не регистрированная Объединённая церковь христиан веры евангельской (епископ — В. Алтухов). К пятидесятникам примыкает община последователей У. Брэнхема. Неопятидесятники представлены движением «Новое поколение» (пастор — А. Ледяев); по данным Минюста в 2012 году прихожанами Нового Поколения были 3020 человек, движению принадлежало 19 культовых зданий. В Латвии также действуют и другие неопятидесятнические общины — «Радостная весть» (Prieka Vēsts), общины, связанные с т. н. «Торонтовским благословением» и др.

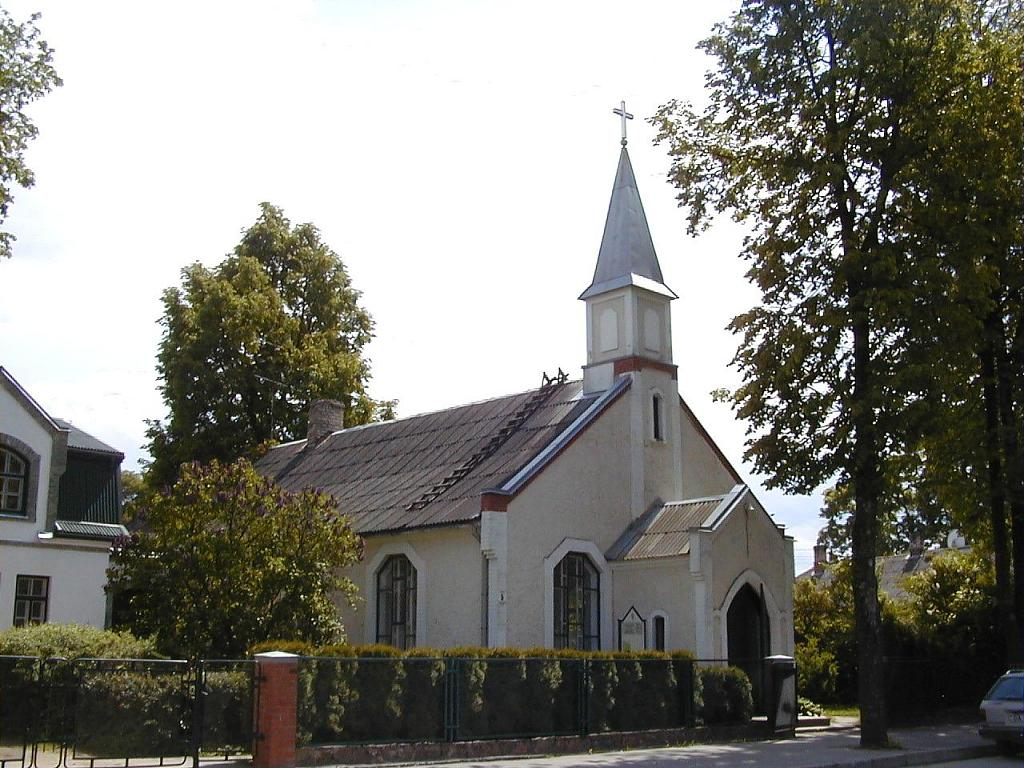
Баптистская церковь в Екабпилсе

Союз баптистских церквей в Латвии в 2013 году объединял 90 приходов и 6,6 тыс. верующих. Союзу принадлежит 28 культовых зданий.
Церковь адвентистов седьмого дня объединяет 52 общины и 3,95 тыс. членов. 29 адвентистских общин имеют собственной здание.
Евангелическая реформатско-братская церковь Латвии (138 верующих) проводят богослужения в единственном храме в Риге. В стране также действует небольшая община пресвитериан (26 человек).
Среди других групп следует назвать евангельских христиан (1,5 тыс., 18 общин), Новоапостольскую церковь (1,3 тыс.), методистов (760 верующих в 13 общинах), Армию Спасения (ок. 400 человек), мессианских иудеев (62 человека, 3 общины) и англикан (50 человек).